# Neapterolelaps
Neapterolelaps is een geslacht van vliesvleugeligen uit de familie Pteromalidae. De wetenschappelijke naam van dit geslacht is voor het eerst geldig gepubliceerd in 1913 door Girault.

## Soorten
Het geslacht Neapterolelaps omvat de volgende soorten:
- Neapterolelaps aeneiceps (Girault, 1925)
- Neapterolelaps leai Dodd, 1924
- Neapterolelaps lodgei Girault, 1913
- Neapterolelaps mitteri Desjardins, 2007
- Neapterolelaps nigrisaepta (Girault, 1929)
- Neapterolelaps viridescens Desjardins, 2007